# Кислый, Порфирий Григорьевич
Порфирий Григорьевич Кислый (1874 — 1960) — генерал-майор, герой Первой мировой войны, участник Белого движения.

## Биография
Из казаков Кубанского казачьего войска. Образование получил в Кубанском Александровском реальном училище, по окончании которого в 1893 году поступил на военную службу.
В 1895 году окончил военно-училищные курсы Киевского пехотного юнкерского училища и был выпущен хорунжим в 4-й Кубанский пластунский батальон. Произведен в сотники 1 июня 1899 года, в подъесаулы — 1 июня 1903 года.
В 1906 году окончил Николаевскую академию Генерального штаба по 1-му разряду и 3 мая того же года был произведен в есаулы «за отличные успехи в науках». 26 ноября 1908 года переведен в Генеральный штаб с назначением помощником старшего адъютанта штаба Кавказского военного округа и с переименованием в капитаны. 19 ноября 1912 года назначен исправляющим должность старшего адъютанта штаба Приамурского военного округа, а 6 декабря произведен в подполковники с утверждением в должности.
С началом Первой мировой войны, 1 октября 1914 года назначен штаб-офицером для поручений при командующем 10-й армией, а 15 июня 1915 года произведен в полковники. 16 августа 1915 года назначен старшим адъютантом отдела генерал-квартирмейстера штаба той же армии. 2 октября 1915 года назначен и. д. начальника штаба 6-й Сибирской стрелковой дивизии, а 21 марта 1916 года — командиром 23-го Сибирского стрелкового. полка Удостоен ордена Св. Георгия 4-й степени
За то, что в боях 1, 2 и 3 июня 1916 года, подавая пример особого бесстрашия и самообладания командуемому им 23-му Сибирскому стрелковому полку, блестяще выполненной атакой, несмотря на исключительно трудное положение, захватил предмостное укрепление на р. Стоходе и д. Свидники, в которой и закрепился, причем были взяты пленными 4 офицера и 465 нижних чинов германцев и 4 пулемета.
7 февраля 1917 года назначен начальником штаба 158-й пехотной дивизии, а 18 мая того же года — начальником штаба 5-го Сибирского армейского корпуса. Произведен в генерал-майоры 31 августа 1917 года на основании Георгиевского статута.

### В армии Украинской державы
В 1918 году находился при штабе 8-го (бывшей 158-й пехотной дивизии) гетманского корпуса в Екатеринославе, на Украине. Осенью 1918 года корпус находился в начальной стадии формирования, так как германские власти на оккупированной Украине не допускали формирования этого корпуса. С уходом германских войск в ноябре 1918 г. в корпусе числилось немногим больше 1000 человек— главным образом офицеров. Корпус, во главе с начальником штаба — генералом Кислым, принял добровольческую ориентацию и большинство высказалось за соединение с Добровольческой армией генерала Деникина.
27 ноября 1918 г., после упорного городского боя в Екатеринославе с петлюровцами, потребовавшими расформирование корпуса, штаб корпуса (командующий — генерал Васильченко, начальник штаба — генерал Кислый и его помощник по оперативной части — полковник Генштаба Г. И. Коновалов) решил выступить в поход на соединение с Добровольческой армией. Этот поход с боями продолжался до конца декабря 1918 г. и завершился соединением с Крымско-Азовской Добровольческой армией генерала Боровского.  Двигаясь по правому берегу Днепра, Екатеринославский отряд с боями прорывался к Бериславлю. На этом пути, в бою у Ново-Воронцовки с бандами атамана Григорьева, генерал Кислый был ранен, возглавляя арьергард отряда. Переправившись у Бериславля через Днепр, отряд в последних числах декабря 1918 прибыл на Перекоп, откуда через Джанкой был отправлен в Симферополь. Несмотря на ранение, генерал Кислый участвовал в распределении личного состава отряда, благодаря чему была сформирована 4-я пехотная дивизия, 34-я артиллерийская бригада, Новороссийский конный полк и 5-й дивизион бронепоездов. После расформирования отряда и пребывания в симферопольском госпитале генерал Кислый был зачислен в резерв чинов штаба Главнокомандующего. 
В 1920 году приказом генерала Врангеля — № 3303 от 6 июня 1920 — участникам похода было дано разрешение носить специальный знак: на национальной ленте черный крест — «в воздаяние мужества и доблести офицеров и солдат Екатеринославского отряда, проделавших тяжелый зимний поход».
В эмиграции в Югославии. Состоял членом Общества офицеров Генерального штаба. Дважды арестовывался после прихода к власти Тито, в начале 1950-х годов был выслан в Триест. Был устроен в дом для престарелых в швейцарском Санкт-Галлене, где и скончался в 1960 году. Похоронен на местном кладбище.

## Награды
- Орден Святого Станислава 3-й ст. (ВП 18.02.1910)
- Орден Святой Анны 3-й ст. (ВП 12.07.1912)
- Орден Святого Станислава 2-й ст. (ВП 20.05.1913)
- Орден Святого Владимира 4-й ст. «за отлично-усердную службу и труды, понесенные во время военных действий» (ВП 4.03.1915)
- Орден Святой Анны 2-й ст. с мечами «за боевые отличия в Персии в 1911—1913 годах» (ВП 2.09.1915)
- мечи и бант к ордену Св. Владимира 4-й ст. (ВП 10.01.1916)
- Орден Святого Георгия 4-й ст. (ВП 13.10.1916)